# Димитър Трендафилов (революционер)
Вижте пояснителната страница за други личности с името Димитър Трендафилов.
Димитър Трендафилов Котев или Котов е български учител и революционер, деец на Вътрешна македоно-одринска революционна организация.

## Биография
Димитър Трендафилов е роден в 1881 година в сярското село Горно Броди, тогава в Османската империя, днес Ано Вронду, Гърция. Учи в българската семинария в Цариград  в родното си село. През учебните 1904/1905 и 1905/1906 години е български учител в родното си село.
Влиза във ВМОРО и е член на революционния комитет в Горно Броди, а по-късно е избран за член на Серския окръжен революционен комитет. В 1900 - 1901 година преподава в Сярското българско педагогическо училище.
Делегат е на Серския окръжен конгрес на ВМОРО през юли - август 1906 година.
Арестуван от властите и обесен на Ат пазар в Сяр заедно с вуйчо си Иван Жилев в 1907 г.